# نانسي فيبر
نانسي فيبر مواليد 5 فبراير 1976، هي لاعبة كرة مضرب بلجيكية سابقة بدأت مسيرتها كمحترفة سنة 1991، اعتزلت اللعب في 1998. كما أنها إحدى بطلات الجراند سلام. أعلى تصنيف لها في الفردي كان المركز الـ 79 في سنة 1996. أعلى تصنيف لها في الزوجي كان المركز الـ 46 في سنة 1995.

## بطولات حققتها
- دورة رولان غاروس الدولية
- بطولة ويمبلدون

## روابط خارجية
- نانسي فيبر على موقع رابطة محترفات التنس (الإنجليزية)
- نانسي فيبر على موقع الاتحاد الدولي لكرة المضرب (الإنجليزية)
- نانسي فيبر على موقع كأس بيلي جين كينغ (الإنجليزية)
- نانسي فيبر على موقع خلاصة التنس.كوم (الإنجليزية)